# Feuerwehr Kiel
Die Feuerwehr Kiel umfasst die Berufsfeuerwehr (BF) und zehn Freiwillige Feuerwehren (FF) der schleswig-holsteinischen Landeshauptstadt Kiel.

## Geschichte
Die erste Freiwillige Feuerwehr in Kiel entstand im Jahr 1861, möglicherweise als Spätfolge des Brandes des Kieler Schlosses im Jahr 1838, nach dem Vorbild anderer Turnerfeuerwehren.
Im Jahr 1887 wurde ein Spritzenhaus in der Nähe des Kleinen Kiel errichtet und in den Folgejahren zur Hauptfeuerwache ausgebaut. 1896 wurde eine Berufsfeuerwehr eingerichtet, die Freiwilligen Feuerwehren blieben erhalten.
In der Reichspogromnacht vom 9. auf den 10. November 1938 steckten Angehörige der SS und SA die Synagoge in der Goethestraße in Brand. Als die Feuerwehr erschien, wurde ihr befohlen, nicht zu löschen, sondern nur darauf zu achten, dass das Feuer nicht auf andere Häuser übergriff. Erst nach einer Detonation wurde damit begonnen, den Brand zu bekämpfen. Im Brandbericht hieß es später: „Brandursache unbekannt“.
Die alte Hauptfeuerwache wurde im Jahr 1945 bei einem Luftangriff auf Kiel durch Bomben zerstört, 1956 wurde daher eine neue Feuerwache am heutigen Standort (Westring) bezogen.
Bis Dezember 2011 war mit der „M/S Kiel“ ein Feuerlöschboot im Kieler Hafen stationiert, dessen Besatzung überwiegend von der Berufsfeuerwehr gestellt wurde.

## Berufsfeuerwehr

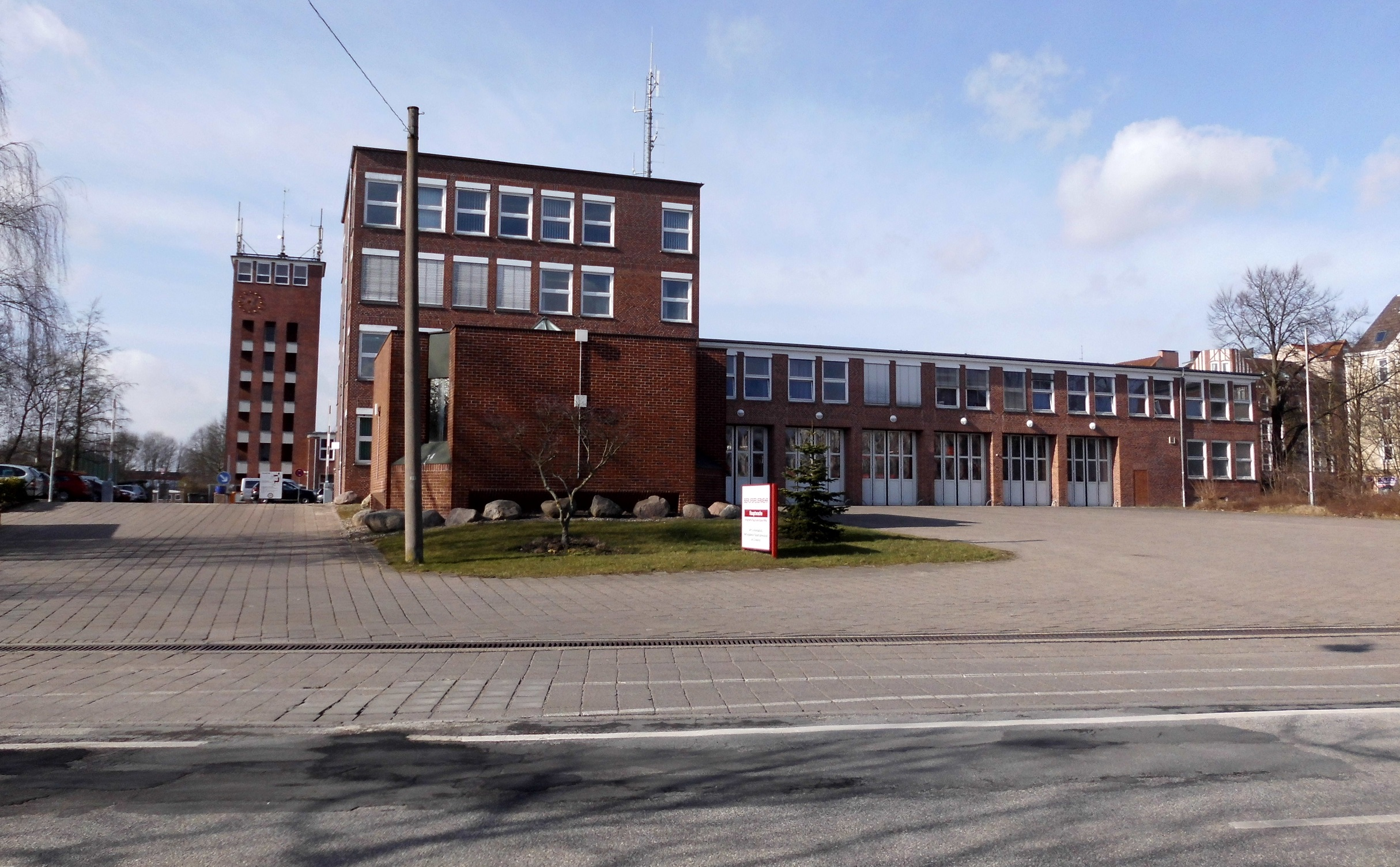
Hauptfeuerwache

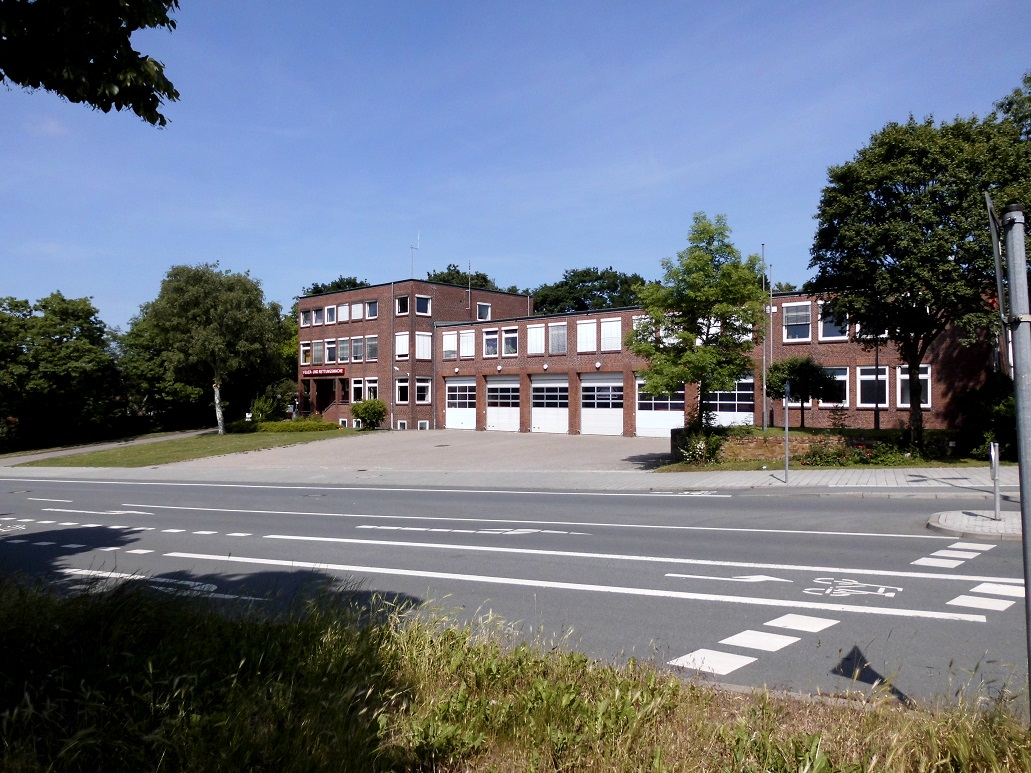
Feuerwache Kiel-Ost

Die Berufsfeuerwehr Kiel ist als „Abteilung Einsatzdienst“ dem Amt für Brandschutz, Rettungsdienst, Katastrophen- und Zivilschutz der Stadt Kiel unterstellt. Sie verfügt über drei Wachen: Die Hauptfeuerwache befindet sich am Westring auf der westlichen Seite der Förde, die Feuerwache Ost im Stadtteil Gaarden auf der östlichen Fördeseite und seit dem 1. August 2024 ist zusätzlich die Nordwache neben dem Gelände des Kieler Flughafens in Holtenau in Betrieb. Die Nordwache wurde neugebaut, um auch den Bereich Kiels oberhalb des Kanals sicher abzudecken und auch dort die Hilfsfristen einzuhalten.
Hinzu kommt das „Zentrum für Ausbildung, Rettungsdienst, Katastrophenschutz und Rettungswache“ im Stadtteil Schreventeich.
In der Hauptfeuerwache ist auch die Integrierte Regionale Leitstelle Mitte mit Zuständigkeit für Feuerwehr und Rettungsdienst in der Stadt Kiel und in den Kreisen Rendsburg-Eckernförde und Plön untergebracht. Die Berufsfeuerwehr Kiel ist in der Arbeitsgemeinschaft der Leiter der Berufsfeuerwehren vertreten.

## Rettungsdienst
Die Berufsfeuerwehr Kiel ist mit der Rettungswache im Holzkoppelweg und weiteren Rettungsdienstfahrzeugen an der Hauptfeuerwache und der Feuerwache Ost sowie an weiteren Rettungswachen in dem Stadtteil Neumühlen-Dietrichsdorf (zwei), Rettungswache Grasweg, Rettungswache Wellsee und einer Rettungswache in Schilksee am Rettungsdienst beteiligt. 
Außerdem sind der Arbeiter-Samariter-Bund, die Johanniter-Unfallhilfe sowie das Deutsche Rote Kreuz mit eigenen Rettungswachen im Kieler Rettungsdienst aktiv.

## Freiwillige Feuerwehr
Im Kieler Stadtgebiet gibt es zehn Freiwillige Feuerwehren in den Kieler Stadtteilen
- Neumühlen-Dietrichsdorf
- Elmschenhagen
- Gaarden / Ost
- Meimersdorf
- Moorsee
- Rönne
- Russee
- Schilksee
- Suchsdorf
- Wellsee

Mit Ausnahme der FF Rönne unterhalten alle Freiwilligen Feuerwehren eigene Jugendfeuerwehren (JF) mit insgesamt rund 195 Mitgliedern.
Die zehn Freiwilligen Feuerwehren sind, gemeinsam mit der Werkfeuerwehr Thyssen Krupp Marine Systems und dem Leiter der Bundeswehrfeuerwehr, im Stadtfeuerwehrverband Kiel zusammengeschlossen.

## Weitere Feuerwehren
Neben den öffentlich-rechtlichen Feuerwehren bestehen weitere Feuerwehren in der Stadt Kiel. Die Bundeswehr unterhält im Kieler Stadtgebiet eine Feuerwache auf dem Marinestützpunkt Kiel (bis Ende 2012 beim Marinefliegergeschwader 5). Auf dem Flugplatz Kiel-Holtenau betreibt die Seehafen Kiel GmbH eine eigene Flughafenfeuerwehr. Ferner existiert bei der ehemaligen Howaldtswerke-Deutsche Werft (HDW) (heute Thyssen Krupp Marine Systems) eine eigene Werkfeuerwehr (WF).